# Штільмарк Фелікс Робертович
Фелікс Робертович Штільмарк (2 вересня 1931 — 31 січня 2005) — радянський і російський еколог, мисливствознавець, один з головних учасників становлення заповідної справи в СРСР, письменник. Популяризатор заповідної справи.
Член Московського товариства мисливців і рибалок з 1949 року. Почесний член Росохотриболовсоюзу.
Проводяться конкурси та читання пам'яті Штільмарка. Працює Фонд пам'яті Штільмарка (заснований у січні 2005 року).

## Біографія
Народився в 1931 році в сім'ї Роберта Штильмарка, згодом відомого письменника, автора роману «Спадкоємець з Калькутти».
У 17 років вирушив у першу експедицію, організовану Інститутом лісу АН СРСР. У 1956 р. закінчив Московський пушно-хутряної інститут (МПХІ); виїхав мисливствознавцем в Сургут.
Дисертацію на здобуття наукового ступеня  кандидата біологічних наук захистив у 1966 р.,  доктора біологічних наук — в 1997 р.
У різні роки працював також в зоомузеї МДУ,  Московському зоопарку, Інституті лісу АН СРСР, ВНДІ лісового господарства «Союзгіпролесхоз», ЦНДЛ і  ІЕМЕЖ, Юганскому заповіднику. Завдяки його зусиллям на території СРСР був створений ряд заповідників, зокрема,  Сохондинський (1973),  Мала Сосьва (1976),  Таймирський (1979), Юганский (1982) та  Центрально-Сибірський (1985).
Автор понад 400 наукових і науково-популярних книг і статей. З 1987 року брав участь у виданні альманаху «Охотничьи просторы». Був його упорядником, членом редколегії.

## Основні роботи

### Монографії
- Методические рекомендации по проектированию государственных заповедников и республиканских заказников. Разраб. Ф. Р. Штильмарком. — М.: Б. и., 1975. — 68 с.
- Н. Ф. Реймерс, Ф. Р. Штильмарк. Особо охраняемые природные территории. — М.: «Мысль», 1978. — 295 с.
- Ф. Р. Штильмарк, К. Д. Зыков. Справочное пособие по проектированию государственных заповедников и республиканских заказников в РСФСР. — М.: Б. и., 1980. — 103 с.
- Ф. Р. Штильмарк. Историография российских заповедников (1895–1995). — М.: «ЛОГАТА», 1996. — 340 с.
- Ф. Р. Штильмарк. Заповедники России. Т. 1. — М.: «ЛОГАТА», 1999. — 240 с.
- Ф. Р. Штильмарк. Заповедники России. Т. 2. — М.: «ЛОГАТА», 2000. — 255 с.

### Науково-популярні видання
- Ф. Р. Штильмарк. Таежные дали. Очерки биолога-охотоведа. — М.: «Мысль», 1972. — 239 с.
- Ф. Р. Штильмарк. Таежные дали. Очерки биолога-охотоведа. 2-е изд., перераб. — М.: «Мысль», 1976. — 240 с.
- Ф. Р. Штильмарк. Свидание с Таймыром. — Красноярск: Книжное издательство, 1979. — 157 с.
- Ф. Р. Штильмарк. Заповедники и заказники. — М.: «Физкультура и спорт», 1984. — 144 с.
- Ф. Р. Штильмарк. Лукоморье — где оно? — М.: «Мысль», 1993. — 332 с.
- Ф. Р. Штильмарк, Д. А. Костин. Счастливый неудачник. О биологе-охотоведе А. Г. Костине. — Шадринск: Изд-во ПО «Исеть», 1994. — 47 с.
- Ф. Р. Штильмарк. Поэтическая экология. — Киев: Киевский эколого-культурный центр; М.: Центр охраны дикой природы, 1998. — 199 с.
- Ф. Р. Штильмарк. От старых кедров к бессмертию человечества. — М.: Изд-во МНЭПУ, 2001. — 267 с.
- Ф. Р. Штильмарк. На службе природе и науке. Документальная повесть о Кондо-Сосвинском боброво-соболином заповеднике и о людях, которые там работали. — М.: «ЛОГАТА», 2002. — 159 с.
- Ф. Р. Штильмарк. Идея абсолютной заповедности. Помни праотцов — заповедного не тронь! — Киев: Киевский эколого-культурный центр; М: Центр охраны дикой природы, 2005. — 114 с.
- Ф. Р. Штильмарк. Отчет о прожитом. Записки эколога-охотоведа. — М.: «ЛОГАТА», 2006. — 527 с.

### Редакторська праця
- Алтайский заповедник. Фотоальбом. Сост. Ф. Р. Штильмарк. — М.: «Планета», 1977. — 184 с.
- Заповедник «Малая Сосьва». Науч. ред. Ф. Р. Штильмарк. — Свердловск: Средне-Уральское книжное издательство, 1985. — 176 с.

## Внесок у теорію заповідної справи
Ф. Р. Штільмарк вважається одним із сучасних класиків заповідної справи. Він є одним з авторів концепції (ідеї)  абсолютної заповідності, багато принципів якої зараз увійшли в законодавство про природно-заповідний фонд. Зокрема, Ф. Р. Штільмарком була багато в чому сформульована нормативна база концепції, що дозволяє застосовувати її на практиці. У 1978 р., спільно з М. Ф. Реймерсом, було випущено монографію «Особо охраняемые природные территории», яка до теперішнього часу є однією з найкращих вітчизняних робіт в галузі теорії заповідної справи. Величезний також внесок Ф. Р. Штільмарка у розробку принципів виділення і організації  природних заповідників, а також в історію заповідної справи. Він є автором монографії «Историография российских заповедников (1895–1995)».

## Ресурси Інтернету
- Вибрані праці Ф. Р. Штільмарка.
- Життя як подвиг Фелікса Штільмарка.
- Публікації про Ф. Р. Штільмарка.
- Четвертий конкурс ім. Ф. Р. Штільмарка.
- Третій конкурс ім. Ф. Р. Штільмарка.
- Другий конкурс ім. Ф. Р. Штільмарка.